# Monte di Pietà dei Pilli
Il Monte di Pietà dei Pilli è stata un'istituzione di Firenze. Ebbe sede inizialmente in una piazzetta che si affacciava su via Pellicceria, corrispondente all'attuale via dei Lamberti, in una casatorre che fu demolita durante il Risanamento di Firenze, verso il 1895.

## Storia
Il Monte di Pietà venne istituito nel 1495 affinché garantisse il piccolo credito alle fasce più deboli della popolazione, senza che esse cadessero nella trappola dell'usura, grazie alle prediche fatte in Santa Croce dal beato Bernardino da Feltre, fino dal 1488. Ebbe sede in un edificio confiscato ai Lamberti, in una zona in cui esistevano case della famiglia Pilli: per cui la piazza fu detta del Monte di Pietà, con la specifica dei Pilli, sebbene questa famiglia niente avesse a che fare con l'istituzione.
Il Monte era amministrato da otto cittadini, sei scelti dalle Arti Maggiori e due dalle Arti Minori, e da alcuni ministri. Col tempo il Monte ebbe una sede anche in via Monalda, in un palazzetto che fu dei Pazzi: per questo venne chiamato Monte di Pietà dei Pazzi.